# Royaume nominal
 (signalé en juillet 2025).
Si vous disposez d'ouvrages ou d'articles de référence ou si vous connaissez des sites web de qualité traitant du thème abordé ici, merci de compléter l'article en donnant les références utiles à sa vérifiabilité et en les liant à la section « Notes et références ».
- Archive Wikiwix
- Bing
- Cairn
- DuckDuckGo
- E. Universalis
- Gallica
- Google
- G. Books
- G. News
- G. Scholar
- Persée
- Qwant
- (zh) Baidu
- (ru) Yandex
- (wd) trouver des œuvres sur Wikidata

Un royaume nominal est un royaume de jure qui n'a pas de réalité territoriale indépendante et qui est principalement utilisé comme titre honorifique ou symbolique.

## Union dynastique
De nombreux royaumes peuvent devenir de simples royaumes nominaux à la suite d'unions dynastiques. C'est le cas par exemple du royaume d'Arles après avoir été hérité par les empereurs du Saint-Empire.

## Titre subsidiaire créé
Certains royaumes sont des titres subsidiaires créés pour le prestige et pour asseoir la légitimité du souverain sur une région. C'est le cas par exemple du royaume d'Algarve.